# Masacre de Napalpí
La Masacre de Napalpí fue una matanza cometida por una fuerza de más de cien hombres de la Policía Nacional de Territorios de la Argentina, en la que resultaron asesinadas entre doscientas y setecientas personas pertenecientes a los pueblos qom y mocoví-moqoit, el 19 de julio de 1924 en el paraje El Aguará, en cercanías de la reducción aborigen Napalpí, ubicada en el entonces territorio nacional del Chaco. La masacre fue cometida por fuerzas policiales nacionales, con participación de civiles, bajo órdenes del gobernador Fernando Centeno, quien se hallaba bajo supervisión directa del presidente Marcelo Torcuato de Alvear, perteneciente de la Unión Cívica Radical (UCR). Junto con la Masacre de Rincón Bomba perpetrada en octubre de 1947 durante la primera presidencia de Juan Domingo Perón contra la nación pilagá, la Masacre de Napalpí y la anteriormente mencionada son las masacres de mayor magnitud cometidas contra pueblos originarios en la República Argentina durante el siglo XX. 
En noviembre de 2004 la Asociación Comunitaria La Matanza demandó civilmente al Estado Nacional argentino, reclamando indemnización por daños y perjuicios. En 2020, la Cámara Federal de Apelaciones de Resistencia dictó sentencia definitiva confirmando que se trató de un crimen de lesa humanidad, y condenando al Estado Nacional a pagar una indemnización equivalente a 1.800 salarios mínimos, vitales y móviles y destinar en los siguientes diez años un total de 19.000 salarios mínimos, vitales y móviles en inversiones públicas en beneficio de los integrantes del pueblo Qom, a los fines de promover su desarrollo. La sentencia fue recurrida por el Estado Nacional ante la Corte Suprema.
En 2008 el gobierno de la provincia del Chaco pidió perdón por los crímenes de lesa humanidad cometidos en 1924 en la llamada “Masacre de Napalpí” contra el pueblo Qom y Mocoit. En 2022 hizo lo mismo el gobierno nacional argentino.
En 2022, a iniciativa de la fiscalía federal de Resistencia, se inició un juicio por la verdad para establecer judicialmente los hechos y dar a conocer la verdad de lo acontecido.

## Circunstancias

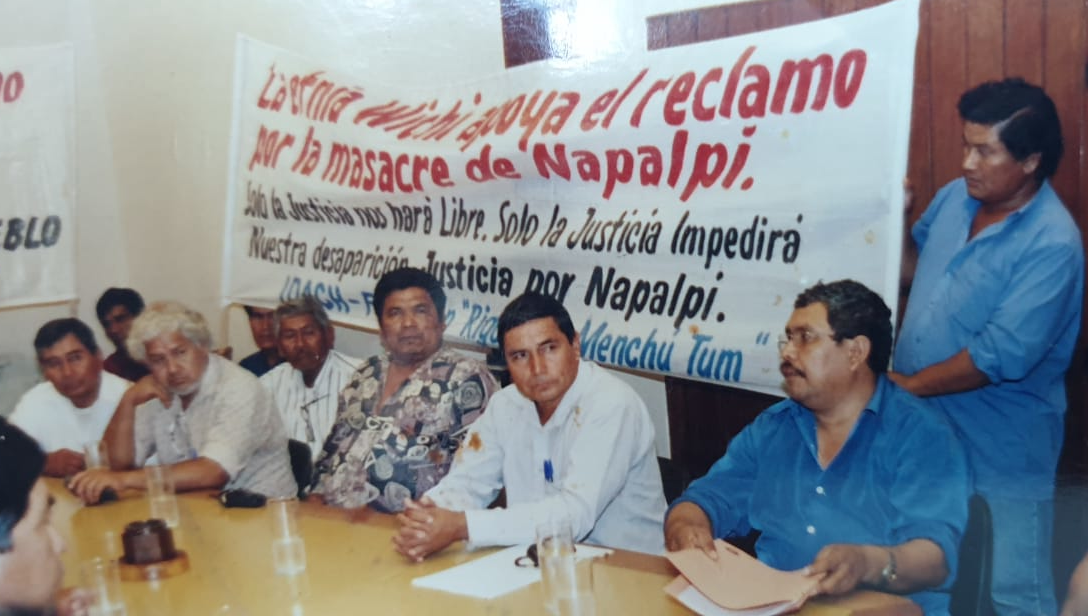
En el año 2004. El Directorio del I.D.A.CH. resuelven iniciar la demanda por la Masacre de Napalpí a través de la Asociación Comunitaria La Matanza.

En 2004 el Instituto del Aborigen Chaqueño, I.D.A.CH., en asamblea unánime, presentes cuarenta y seis comunidades indígenas de los pueblos indígenas Qom, Mocoví-Mocoi y Wichi, resuelven iniciar una acción judicial de reparación resarcitoria por $ 350 000 000, por daños y perjuicios, garantía de no repetición y solicitud de perdón del Estado Nacional Argentino. La demanda es presentada en diciembre del 2004, fundada en la teoría de la imprescriptibilidad de los crímenes de lesa humanidad, por los abogados chaqueños Carlos Alberto Díaz, David H. Parras, Mónica M. Echevarría al que luego se suma Julio C. García.
Así se comenzó en noviembre de 2004 la tramitación del expediente «Asociación Comunitaria La Matanza c/ PEN-Estado Nacional Argentino s/Daños y Perjuicios». En mayo de 2005, el gobierno de Néstor Kirchner a través de la Procuración del Tesoro de la Nación pidió el rechazo de la demanda argumentando que los tobas no constituían una etnia y que la masacre de Napalpí no podía considerarse crimen de lesa humanidad, en términos que los aborígenes repudiaron "por su virulencia, discriminación, racismo e inhumanidad".
El Estado Nacional Argentino durante quince años de tramitación judicial negó la existencia de la masacre e interpuso defensas de prescritibilidad (enlace roto disponible en Internet Archive; véase el historial, la primera versión y la última). de la acción y falta de legitimación. El 25 de noviembre del año 2019 la jueza Zunilda Niremperger, a cargo del Juzgado Federal n.º 1, de Resistencia, Chaco, dictó sentencia de primera instancia, reconociendo la existencia de la Masacre de Napalpí, pero estableciendo que no correspondía reparación económica alguna debido a la prescripción de la acción. Esto produce la apelación ante la Cámara Federal de Apelaciones de Resistencia, integrada por las juezas Rocío Alcalá y María Delfina Denogens, quienes por unanimidad, el 14 de septiembre del año 2020, revocan el fallo de primera instancia que declara la imprescriptibilidad resarcitoria por la Masacre de Napalpí, sucedida 96 años antes, declara legítima como reclamante a la Asociación Comunitaria La Matanza, quien actuó por sí y en nombre y representación de todo el Pueblo Qom y condenando al Estado Nacional a pagar la cantidad de $ $ 375 000 000 en concepto de indemnización por daño moral.
El Estado Nacional, representado por la Procuración General del Tesoro interpuso un recurso extraordinario ante la Corte Suprema de Justicia en el que ratificó que “la posición del Estado Nacional siempre fue que la llamada “Masacre de Napalpí” no constituyó un genocidio, pues ni antes ni después se persiguió a la comunidad indígena que la actora dice nuclear, ni se la exterminó, ni se la sacó de la sociedad, más allá de su propia auto-aislación” y pidió se deje sin efecto la condena.

En 2014, el Estado argentino, a través del Ministerio Público Federal, investigó, fuera del expediente de indemnización, durante cuatro años los eventuales delitos de lesa humanidad cometidos en Napalpí, para luego solicitar la apertura de un juicio por la verdad, puesto que todos los culpables ya habían muerto.

## Contexto histórico
En 1924, el radical Marcelo T. de Alvear era el presidente de Argentina, democráticamente elegido en 1922. El territorio nacional del Chaco se perfilaba como el primer productor nacional de algodón. Alvear nombró como gobernador del Territorio Nacional del Chaco al estanciero algodonero y político radical Fernando Centeno.
La Reducción Indígena de Napalpí, a ciento veinte kilómetros de Resistencia, era un espacio de sometimiento donde los indígenas eran obligados a trabajar en condiciones de semi-esclavitud. En julio de 1924, las comunidades qom y mocoví se declararon en huelga; denunciaban los maltratos y la explotación de los terratenientes, y planeaban marchar a los ingenios azucareros de Salta y Jujuy. Pero el gobernador Fernando Centeno les prohibió abandonar Chaco y, ante la persistencia indígena, ordenó la represión.

## Antecedentes
Unos cuarenta años antes, el Ejército Argentino había lanzado una campaña militar para someter a los pueblos indígenas del Chaco, lo que dio como resultado la muerte de millares de indígenas y la desintegración social y cultural de numerosas etnias en las actuales provincias argentinas de Formosa y Chaco que en ese momento eran territorios nacionales.
Se fundaron numerosos fortines con el fin de mantener a raya a los indígenas vencidos. Sus tierras fueron vendidas a colonos europeos, en particular italianos y franceses, quienes pronto las destinaron a la producción de algodón. Numerosas tribus fueron confinadas en reducciones en donde fueron sometidas a un régimen de explotación muy cercano a la esclavitud. Una de tales reducciones era Napalpí, nombre qom que significa precisamente «lugar de los muertos», fundada en 1921 y cuyo nombre actual es Colonia Aborigen Chaco.
Los indígenas de la reducción, de la etnia qom, se dedicaban al cultivo de algodón y estacionalmente al cuidado de las haciendas de los colonos de estancias vecinas. En 1924 las autoridades provinciales de la reducción dispusieron que los indígenas debían entregarles el 15 % de su producción de algodón. Esta quita compulsiva provocó gran descontento entre los habitantes.
En junio un chamán llamado Sorai fue asesinado por la policía. El gobernador del Chaco, Fernando Centeno, inició los preparativos para una feroz y brutal represión. pese a los operativos oficiales de ocultamiento, los legisladores opositores no tenían dudas de que en el Chaco hubo una masacre de indígenas de los pueblos qom y mocoví. Miembros del Parlamento reclamaron la renuncia del gobernador Centeno y todo su equipo, además de una comisión investigadora para determinar la cantidad de muertos. Se convocó entonces a una sesión extraordinaria para interpelar al titular de la cartera de Interior. La interpelación, que duró seis horas, tuvo lugar el 4 de septiembre de 1924. El diputado Francisco Leirós expuso una serie de «hechos que parecen propios de la pesadilla de un loco» y mostró el frasco con las orejas y los testículos del cacique Maidana.

## La masacre
A muy tempranas horas del día 19 de julio de 1924, un grupo de unos ciento treinta hombres, entre policías, estancieros y civiles criollos de la zona, fuertemente armados con fusiles Winchester y Mauser, rodearon el campamento donde se habían reunido los indígenas alzados que, armados tan sólo con palos, bailaban en una fiesta religiosa organizada por los chamanes en la zona del Aguará, un área considerada sagrada por los qom ubicada dentro de los límites de la colonia. Convencidos de que los dioses les protegerían de las armas de fuego de los hombres blancos, no ofrecieron resistencia a los disparos dirigidos al campamento durante cuarenta minutos. Luego, los blancos entraron al mismo para rematar a machetazos a los indígenas que quedaban, muchos moribundos, incluidos mujeres y niños. Los heridos fueron degollados, algunos colgados.
A finales de los años veinte, el periódico Heraldo del Norte recordó así el hecho:

Como a las nueve de la mañana, y sin que los inocentes indígenas hicieran un solo disparo, [los policías] hicieron repetidas descargas cerradas y enseguida, en medio del pánico de los indios (más mujeres y niños que hombres), atacaron. Se produjo entonces la más cobarde y feroz carnicería, degollando a los heridos sin respetar sexo ni edad.

El 29 de agosto, cuarenta días después de la matanza, el exdirector de la Reducción de Napalpí Enrique Lynch Arribálzaga escribió una carta que fue leída en el Congreso Nacional:

La matanza de indígenas por la policía del Chaco continúa en Napalpí y sus alrededores; parece que los criminales se hubieran propuesto eliminar a todos los que se hallaron presente en la carnicería del 19 de julio, para que no puedan servir de testigos si viene la Comisión Investigadora de la Cámara de Diputados.

En el libro Memorias del Gran Chaco, la historiadora Mercedes Silva confirma el hecho y cuenta que al mocoví Pedro Maidana, uno de los líderes de la huelga, «se lo mató de manera salvaje y se le extirparon los testículos y una oreja para exhibirlos como trofeo de batalla».
En el libro Napalpí, la herida abierta de 1998, el periodista Mario Vidal detalla: «El ataque terminó en una matanza, en la más horrenda masacre que recuerda la historia de las culturas indígenas en el XX. Los atacantes sólo cesaron de disparar cuando advirtieron que en los toldos no quedaba un indio que no estuviera muerto o herido. Los heridos fueron degollados, también hubo colgados. Entre hombres, mujeres y niños fueron muertos alrededor de doscientos aborígenes y algunos campesinos blancos que también se habían plegado al movimiento huelguista».
Un reciente microprograma de la Red de Comunicación Indígena destacó:

Se dispararon más de cinco mil tiros y la orgía de sangre incluyó la extracción de testículos, penes y orejas de los muertos, esos tristes trofeos fueron exhibidos en la comisaría de Quitilipi. Algunos muertos fueron enterrados en fosas comunes, otros fueron quemados.

En el mismo audio, el cacique toba Esteban Moreno, contó la historia que es transmitida de generación en generación:

En las tolderías aparecieron soldados y un avión que ametrallaba. Los mataron porque se negaban a cosechar. Nos dimos cuenta que fue una matanza porque solo murieron aborígenes, tobas y mocovíes, no hay soldados heridos, no fue lucha, fue masacre, fue matanza, por eso ahora ese lugar se llama Colonia La Matanza.

La Reducción de Napalpí había sido fundada en 1911, en el corazón del Territorio Nacional del Chaco. Las primeras familias que se instalaron eran de los pueblos Pilagá, Abipón, Toba, Charrúa y Mocoví. En julio de 1924, Federico Gutiérrez, corresponsal del diario La Razón, escribió: «Muchas hectáreas de tierra flor están en poder los pobres indios, quitarles esas tierras es la ilusión que muchos desean en secreto».

## Debate en la Cámara de Diputados
En septiembre de 1924, apenas dos meses después de la masacre,, el tema llegó a la Cámara de Diputados. La discusión duró un mes, una sesión por semana. En una de ellas, el diputado socialista Francisco Pérez Leirós denunció que la cacería de indígenas duró varios días, pues al parecer los criminales se habían propuesto «eliminar a todos los presentes en la carnicería del 19 de julio para que no pudieran servir de testigos».

## Paradigma del despojo
Según los historiadores revisionistas, Napalpí no fue una matanza aislada, sino una práctica recurrente del poder político y los terratenientes  -con mano de obra policial o militar- para privar a los pobladores originarios de su forma ancestral de vida e introducirlos por la fuerza al sistema de producción y, en el libro La violencia como potencia económica: Chaco 1870-1940, Nicolás Íñigo Carrera afirma:
«los aborígenes de la zona chaqueña vivían sin la necesidad de pertenecer al mercado capitalista. La violencia ejercida hacia ellos, por vía política con la represión y por la vía económica, tuvo como objetivo eliminar sus formas de producción y convertirlos en sujetos sometidos al mercado. [...] Se comenzó a privar a los indígenas de sus condiciones materiales de existencia. Se inició así un proceso que los convertía en obreros obligados a vender su fuerza de trabajo para poder subsistir, premisa necesaria para la existencia de capital. Un modo de vivir había sido destruido».
Además de someterlos, el gobierno quería ampliar los cultivos, dar tierra a grandes terratenientes y concentrar a los indígenas en reservas. Siempre la versión oficial, «civilizadora», hablaba de malones o enfrentamientos despiadados, pero los muertos siempre eran pobladores originarios.
Acerca de estos imaginarios combates, el historiador Alberto Luis Noblía remarca que «las naciones aborígenes chaqueñas no practicaron el malón, usual en otros pueblos. Todo lo contrario, los inmigrantes llegados de Europa nunca fueron perseguidos por los entonces dueños de las tierras. Al contrario, el colono supo encontrar en el indígena mano de obra barata».
El 21 de julio de 1925, un año después de la matanza, el ministro del Interior, Vicente Gallo, declaraba: «El Poder Ejecutivo considera que debe encararse definitivamente, como un testimonio de la cultura de la República, el problema del indio, no solo por razones de humanidad y de un orden moral superior, sino también porque una vez incorporado a la civilización será un auxiliar valioso para la economía del norte del país».
Los testimonios de testigos oculares hablan de unos doscientos muertos. Las fuentes coinciden en señalar que no hubo resistencia alguna por parte de los indígenas, por lo que el hecho fue, en la práctica, un fusilamiento masivo seguido de actos aberrantes: 

...les extraían el miembro viril con testículos y todo, que guardaba la canalla como trofeo... Los de Quitilipi declararon después que estos tristes trofeos fueron exhibidos luego, haciendo alarde de guapeza en la comisaría... Para completar el tétrico cuadro, la policía puso fuego a los toldos, los cadáveres fueron enterrados en fosas... hasta ocho cadáveres en cada una... (y algunos quemados).

Ninguno de los que cometieron la masacre murió o resultó herido, y nunca se realizó una investigación ni se llevó a juicio a los culpables. Alrededor de ciento treinta policías y civiles, enviados por grandes estancieros, rodearon a los grupos en huelga y dispararon con rifles durante cuarenta y cinco minutos. Asesinaron a hombres y mujeres, ancianos y niños. El ataque terminó en una matanza total, los heridos fueron degollados, otros colgados.

## Memoria colectiva
Pese al ocultamiento durante décadas del crimen por parte de todos los estamentos y poderes del Estado, los hechos y los lugares en que fueron cometidos permanecieron en la memoria oral y colectiva del pueblo Qom. En particular, el historiador Juan Chico, nacido en Napalpí, siguió por años las huellas del exterminio, fundando con ese fin la Fundación Napalpí. Debido a su investigación, Chico logró tomar contacto con una testigo sobreviviente, 95 años después de la matanza, de nombre Rosa Grillo, quien siendo niña se salvó con su madre, pero vio morir a su padre.

## Pedido de perdón de la Provincia del Chaco
En enero de 2008, el gobierno de la Provincia del Chaco, a cargo del gobernador Jorge Capitanich, pidió disculpas públicas y oficiales por la masacre y rindió homenaje a la única sobreviviente, Melitona Enrique, quien cumplía 107 años ese día y que fallecería el 13 de noviembre de 2008.
Los fiscales federales de Chaco argumentaron que la matanza se trató de delitos de lesa humanidad, y analizaron la posibilidad de la intervención del Equipo de Antropología Forense, E.A.A.F., para examinar la fosa común donde fueron depositados los cuerpos de los indígenas.

## Investigaciones judiciales

### Investigación judicial original de 1924
En territorio chaqueño, el gobernador radical Centeno siguió en su cargo, y separó al juez que atendía el caso, Justo F. Farías, reemplazándolo por uno de su confianza, Juan Sessarego. El fiscal Jerónimo Cello, al reclamar que la causa no fuera archivada, fue enviado a la Cámara de Apelaciones de Paraná, Entre Ríos. El nuevo magistrado, quien había sido puesto por Centeno en medio de la repulsa popular, sobreseyó a los ochenta policías que intervinieron en la matanza.

### Demanda civil de 2004
En el año 2004, los tres pueblos originarios del Chaco inician una acción civil resarcitoria de indemnización por daños y perjuicios. En 2019, el Equipo Argentino de Antropología Forense, convocado por la justicia, encontró restos humanos en Napalpí.
En 2020 la acción civil resarcitoria iniciada en 2014 obtuvo sentencia favorable noventa y seis años después, el 14 de septiembre del año 2020. Los peritos judiciales determinan la existencia de cuatro tumbas comunes. Esta sentencia fue revocada por la Corte Suprema de Justicia de la Nación, que decidió el rechazo total de la demanda.

### Investigación del Ministerio Público de la Nación
En 2014, noventa años después, el Estado argentino, a través del Ministerio Público, volvió a investigar durante cuatro años los eventuales delitos de lesa humanidad cometidos en Napalpí, y solicitó la apertura de un juicio por la verdad, debido a que todos los eventuales culpables ya habrían muerto.

### Juicio por la verdad
En 2021, la jueza federal de Resistencia Zunilda Niremperger habilitó la realización del juicio por la verdad, noventa y siete años después.
El juicio culminó el 19 de mayo de 2022 con un veredicto que reconoció la responsabilidad del Estado en los delitos de homicidio agravado y reducción a la servidumbre y ordenó medidas reparatorias, entre las que se destacan la continuación del trabajo del Equipo Argentino de Antropología Forense en la zona  y la inclusión, dentro de los diseños curriculares nacionales de todos los niveles, del estudio de los hechos probados de Napalpí. 
El fallo reconoce como medidas adecuadas de reparación al pedido de disculpas realizado en 2008 por el entonces gobernador de la Provincia del Chaco, Jorge Capitanich, en nombre del estado provincial, a los pueblos indígenas por la Masacre de Napalpí; la Ley 6.604, que declaró en el 2010 lenguas oficiales del Chaco, además del castellano, a las de los pueblos preexistentes Qom, Wichi y Moqoit; diseños curriculares de Educación Intercultural Bilingüe para los tres niveles de la enseñanza obligatoria; la Ley 7.446 (2014) de Educación Pública de Gestión Comunitaria Bilingüe Intercultural Indígena, como así la construcción del Sitio Histórico Memorial Napalpí (2021).

## Pedido de perdón del Gobierno nacional
En 2022 el Gobierno nacional pidió perdón por los crímenes de lesa humanidad cometidos en 1924 en la llamada “Masacre de Napalpí” contra el pueblo Qom y Mocoit. Junto con el pedido de perdón, el Poder Ejecutivo hizo saber que el Instituto Nacional de Asuntos Indígenas (INAI) fue designado garante del cumplimiento de las medidas reparatorias ordenadas por la sentencia dictada en el juicio por la verdad en Napalpí.
La presidenta del INAI, Magdalena Odarda expresó, “La mejor medida de reparación histórica será el avance de los relevamientos territoriales estipulados en la Ley 26.160, con sus prórrogas y la sanción definitiva en el Congreso de la Nación de la ley de Propiedad Comunitaria Indígena”. “Valoramos el rol del Juzgado Federal №1 de Resistencia, provincia de Chaco, y de la jueza Zunilda Niremperger, como así también el de los fiscales, la Secretaría de Derechos Humanos, el IDACH, organizaciones indígenas del Chaco y todo el país por este este hecho histórico que contribuye a la verdad”.